# Operación Claymore
La Operación Claymore fue el nombre clave utilizado por los comandos británicos para asaltar las Islas Lofoten en Noruega durante la Segunda Guerra Mundial. La operación se inició el 4 de marzo de 1941 por los comandos n.º 3, comandos n.º 4, la Royal Engineers Section y 52 hombres de la armada Noruega. Apoyados por la sexta flotilla de destructores y 2 barcos de transportes de la Royal Navy, no encontraron oposición al desembarcar y generalmente continuaron sin encontrar oposición. El plan original era el de evitar todo contacto con fuerzas alemanas e infligir el máximo daño a la industria controlada por los alemanes. Al finalizar consiguieron su objetivo de destruir las fábricas de aceite de pescado y 3.600 toneladas de petróleo y glicerina.
- Datos: Q1233004
- Multimedia: Operation Claymore / Q1233004